# قاخ
قاخ (به لاتین: Qax) (به گرجی: კახი) شهری در شهرستان قاخ کشور جمهوری آذربایجان است. جمعیت این شهر بر اساس سرشماری سال ۱۹۸۹ میلادی، ۱۱٫۴۱۵ نفر و بر اساس سرشماری سال ۲۰۰۸ میلادی، ۱۲٫۲۰۰ نفر بوده‌است.

## جغرافیا

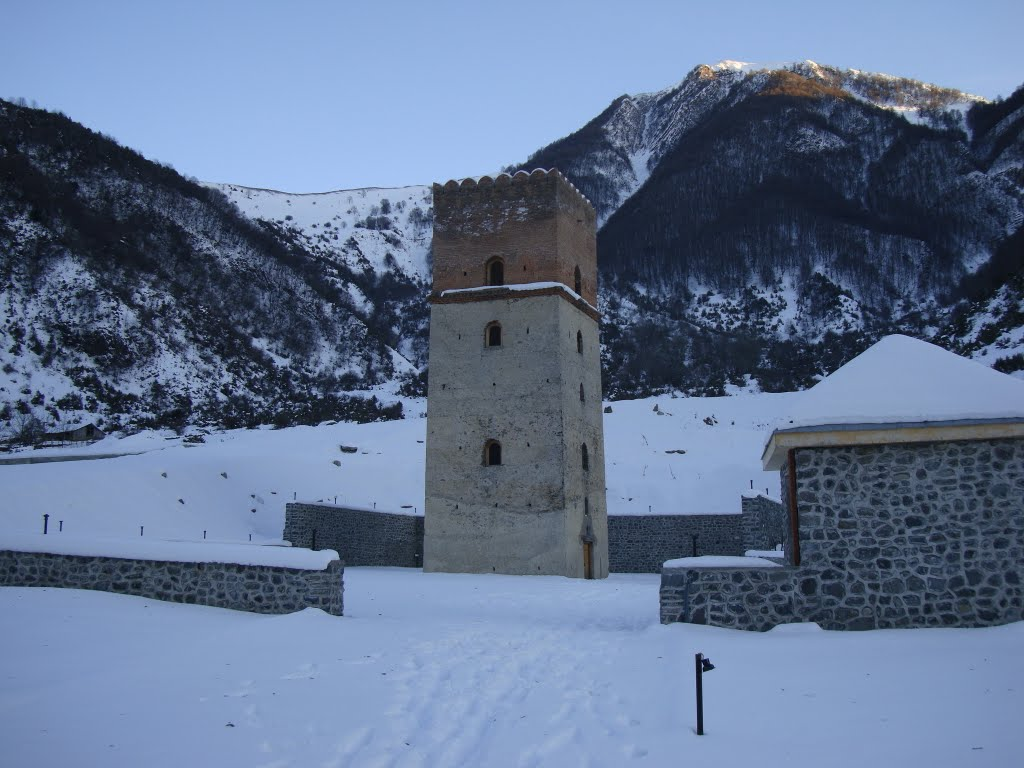
ایلی‌سو، قاخ

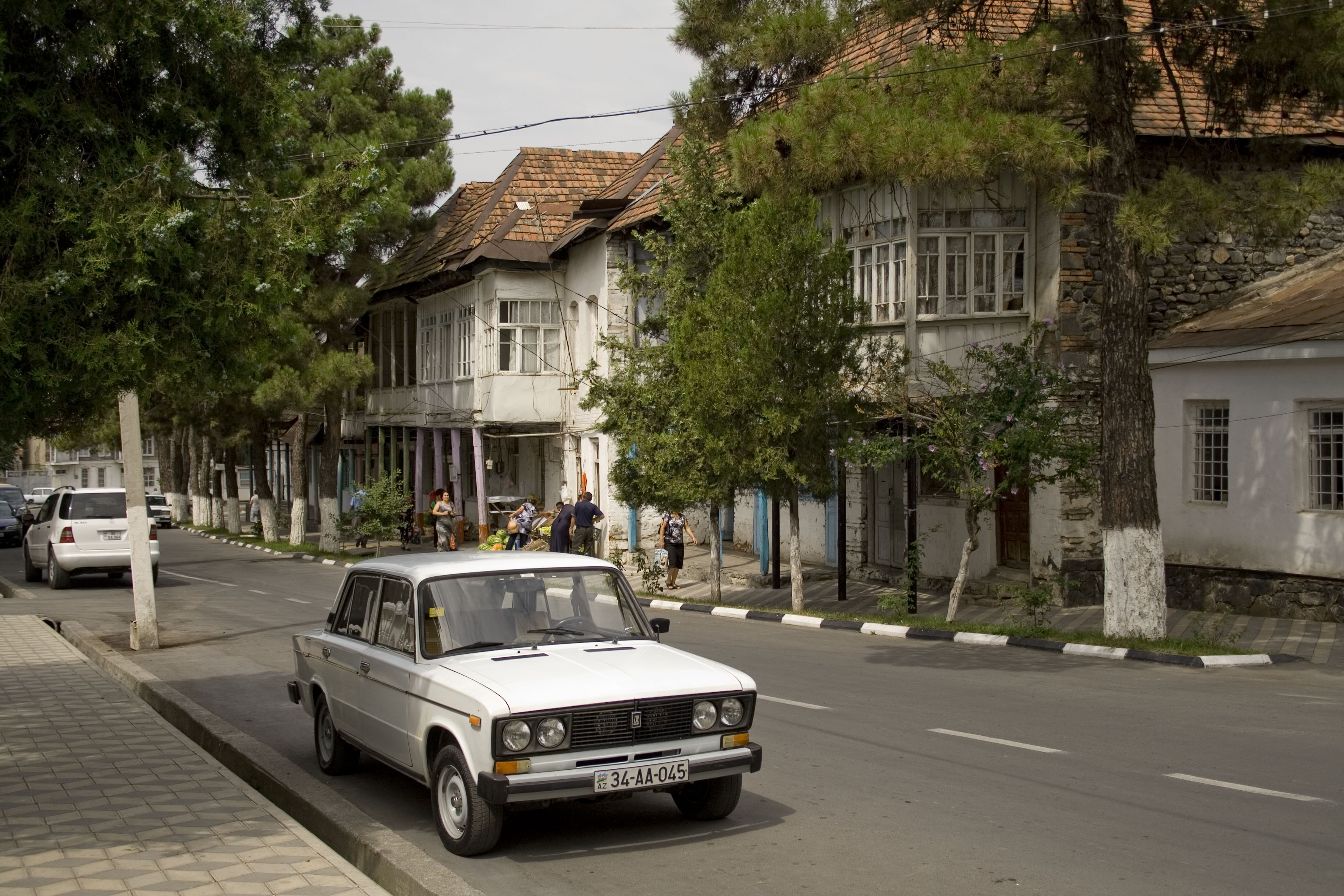
خیابانی در قاخ

شهرستان قاخ ۱۴۹۴ کیلومتر مربع (۵۷۷ مایل مربع) گستره دارد و از شمال با کشور روسیه و از غرب با کشور گرجستان هم‌مرز است. این کشور همچنین با شهرستان زاقاتالا در شمال غرب، شهرستان یولاخ و شهرستان ساموخ در جنوب و شهرستان شکی در شرق همسایه است.

## مردم
بیش‌تر مردم این شهر از مردم آذری و اقلیت‌های گرجی و آوار هستند. بر اساس سرشماری سال ۲۰۱۳ میلادی جمعیت شهر به ۱۳۸۰۰ تن رسیده است.

## تاریخچه
بر اساس کاوش‌های باستان‌شناسی، سکونت در این منطقه از عصر مس، برنز و اوایل آهن آغاز شد. مردمان این ناحیه در آغاز به کشاورزی و دامداری مشغول بودند.
به گفته تاریخ‌نگاران، منطقه قاخ در سده هفتم میلادی بخشی از پادشاهی سکاها شد. سپس به سرزمین آلبانیای قفقاز افزوده شد، که بعداً تحت نفوذ فرهنگی و سیاسی گرجستان به پادشاهی جداگانه کاختی تبدیل شد. در سده‌های میانی بین پادشاهی‌های گرجستان و شروانشاهان رد و بدل می‌شد.
در دوره آلبانیای قفقاز، با گسترش مسیحیت در منطقه، کلیساهایی ساخته شدند. قاخ در سده هشتم میلادی تحت سلطه اعراب قرار گرفت و پس از سده یازدهم به قلمرو شاهنشاهی سلجوقیان افزوده شد.

## ترابری
این شهر دارای ایستگاه راه‌آهن است و با راه‌آهن به باکو، گرجستان و روسیه متصل است.
هر روزه تاکسی‌ها و اتوبوس‌هایی از ایستگاه اتوبوس بین‌المللی باکو به سوی قاخ حرکت می‌کنند و ۶ ساعت طول می‌کشد تا به این شهر برسند. اتوبوس‌های روزانه هم برای سفر به روستاها و آبادی‌های این شهرستان دایر است.

## شهرهای خواهرخوانده
قاخ با شهرهای زیر خواهرخوانده است:
| - برومیو، ایتالیا، (از ۲۰۱۴ میلادی) |